# Спицький Василь Єгорович
Спицький Василь Єгорович (11 квітня 1918, с. Підгородне Катеринославської губернії, нині — Дніпропетровської області — 26 лютого 2005, м. Київ). Дослідник суспільно-політичного руху в Україні XIX — початку XX ст., к.і.н., професор, педагог.

## Біографія
1936 р. — закінчив середню школу, працював бібліотекарем на заводі ім. Красіна (с. Нижньодніпровськ).
1937 р. — вступив на історичний факультет КДУ ім. Т. Г. Шевченка. Повний курс навчання закінчив у 1942 р. в Об'єднаному українському державному університеті у м. Кзил-Орда (Казахстан).
1943 р. — закінчив Харківське Червонопрапорне училище хімічного захисту РСЧА, евакуйоване до м. Ташкент (Узбекистан), та у званні лейтенанта відбув до Діючої армії.
Березень 1943 р. — начальник хімічної служби окремого батальйону, з квітня 1943 р. — окремого хімвзводу 156-ї бригади 28-ї армії, з травня 1943 р. — 664-го стрілецького полку 44-ї армії (Південний фронт).
Серпень 1943 р. — відряджений до Війська Польського: начальник хімслужби 6-го полку піхоти дивізії ім. Я. Домбровського; під час форсування р. Вісла був тяжко поранений; після лікування, з грудня 1944 р. — начальник хімслужби 3-го (з травня 1945 р. — 1-го) окремого полку зв'язку. У складі військ 1-го Білоруського фронту дійшов до Берліна.
Вересень 1946 р. — повернувся до лав Червоної армії і був демобілізований у званні капітана.
1947-1950 рр. — повернувся до Києва, аспірант кафедри історії УРСР КДУ ім. Т. Г. Шевченка.
1951 р. — захистив кандидатську дисертацію на тему: «Т. Г. Шевченко — великий революціонер-демократ» (наук. керівник — проф. П. А. Лавров). З 1956 р. — доцент, з 1984 р. — професор історичного факультету КДУ ім. Т. Г. Шевченка. Два терміни керував кафедрою історії Української РСР (1953-1955 рр., 1973-1975 рр.).

## Наукова діяльність
Сфера наукових інтересів: українська історіографія, науково-педагогічні методи викладання історії.
Автор близько 100 друкованих праць: індивідуальних монографій, розділів у колективних монографіях, підручників для середніх та вищих навчальних закладів, які видано, крім української, польською, угорською, молдавською, російською мовами.
Як науковий керівник підготував близько 15 кандидатів наук.

### Основні публікації
- Т. Г. Шевченко про визвольну боротьбу українського народу проти іноземних загарбників, за возз'єднання з російським народом // Іст. зб. КДУ. — 1954. — № 4;
- До питання про історичні погляди І. Я. Франка // Наук. зап. КДУ. — 1956. — Т.XV, вип. VIII;
- Історичні погляди П. А. Грабовського // Там само. — Вип. VI;
- Назрівання революційної кризи на Україні в 1901—1904 рр. — К., 1978.

### Праці у співавторстві
- Історія Української РСР. Учбовий посібник для неісторичних факультетів. — К., 1965;
- Історія Української РСР. Підручник для 7-8 класів. — К., 1963;
- Історія Української РСР. Підручник для 9-11 класів. — К., 1979;
- Хрестоматія з історії Української РСР для 9-11 класів. — К., 1971.

## Нагороди
Нагороджений 10 радянськими та 6 польськими бойовими орденами та медалями.
Польські нагороди:
- Срібний Хрест заслуги
- Срібна медаль «Заслуженому на полі слави» - Virtuti militari
- Медаль «За Варшаву»
- Медаль «За Одру, Нису і Балтику»
- Медаль «Грюнвальдська відзнака»
- Медаль «Перемоги і свободи»

За досягнення у педагогічній діяльності відзначений медаллю ім. А. С. Макаренка.